# Balotești, Mehedinți
Balotești este un sat în comuna Izvoru Bârzii din județul Mehedinți, Oltenia, România.